# Orfeó Lleidatà
Orfeó Lleidatà (en castellá, Orfeón Ilerdense) es va fundar el 31 de març de 1861, quan la societat coral celebrà el primer concert a Lleida. El 23 de març de 1862, l'alcalde de Lleida, Manuel Fuster i Arnaldo, va fer donació de la senyera a l'Orfeón leridano. El 1895 es fundà al Societat Coral La Violeta, que el 1915 es fusionà amb l'Orfeó Lleidatà.
Al 1903 obriren un concurs per dissenyar una senyera que va guanyar Rafael Masó; això no obstant, és possible que el projecte no s'arribés a materialitzar mai en tant que aquesta informació surt de Catalunya: Revista Literària Quinzenal; juntament amb diversos croquis preparatoris i fotografies d'època dels dibuixos presentats a concurs, constitueixen les úniques referències materials trobades.
La vida de l'orfeó, però, es va esmorteir intermitentment per culpa de la dictadura de Miguel Primo de Rivera i, després, de la guerra civil espanyola. El 1951 es reorganitzà de la mà de Lluís Virgili i Farrà, que el 1958 va crear una secció infantil. El 1968 organitzà a Tírvia (Pallars Sobirà) unes colònies musicals anomenades Cantarelles d'estiu. El 1994 creà també una Escola de Música, que actualment té 22 professors i 400 alumnes.
El 1981 va rebre Premi d'Honor de l'Obra del Ballet Popular, el 1984 el Premi d'Honor de la Fundació Jaume I i el 1986 la Creu de Sant Jordi de la Generalitat de Catalunya.
El 2014 es va inaugurar «L'Espai Orfeó», una sala-auditori amb capacitat per a 180 persones. És una sala multifuncional que pot servir d'espai escènic, conferències, projeccions, tallers, etc.